# Едмунд Штойбер
Едмунд Штойбер (Edmund Stoiber; нар. 28 вересня 1941, Обераудорф) — німецький політик, прем'єр-міністр Баварії (1993–2007), голова партії Християнсько-соціальний союз (1999–2007, з 2008 — почесний голова). На виборах 2002 року був кандидатом на посаду федерального канцлера Німеччини від блоку ХДС/ХСС. 30 вересня 2007 року пішов у відставку з поста прем'єр-міністра Баварії. З листопада 2007 року обіймає посаду керівника робочої групи ЄС у боротьбі з бюрократією у Брюсселі.

## Життєпис
Народився 28 вересня 1941 року в Обераудорфі, район Розенгайм, католик, одружений з 1968 року, троє дітей. Після закінчення гімназії й служби в армії в гірськострілецькій дивізії, розташованій у Бад-Рейхенгаллі й Міттенвальді, вивчав право й політику в Мюнхенському університеті й Вищій політичній школі.
Після закінчення навчання займався науковою діяльністю на кафедрі карного права й міжнародного права (спеціалізація — східноєвропейські країни) в університеті Регенсбурга. Після складання другого державного екзамену з юриспруденції 1971 року працював у Міністерстві перспективного розвитку й екології Баварії. З 1972 до 1974 року — довірений референт міністра, згодом — завідувач бюро міністерства.
До 1976 року голова регіонального Молодіжного союзу Бад-Тельца — Вольфратсгаузена, з 1975 — член окружного правління ХСС Верхньої Баварії. З 1978 до 1984 — член регіональної ради Бад-Тьольца — Вольфратсгаузена. З липня 1978 допущений до роботи адвоката. З липня 1978 до жовтня 1982 — юрисконсульт баварського Лотерейного об'єднання. З листопада 1978 до квітня 1983 року — генеральний секретар баварського Християнсько-соціального союзу. З листопада 1989 до жовтня 1993 — заступник голови ХСС і з листопада 1989 до листопада 1993 — голова комісії з розробки програми ХСС. Депутат ландтагу Баварії з 1974.
З жовтня 1982 до жовтня 1986 — керівник Баварської державної канцелярії на посаді державного секретаря, а з 1986 — державного міністра. З 1988 до 1993 — міністр внутрішніх справ Баварії.
З 28 травня 1993 до 30 вересня 2007 — прем'єр-міністр Баварії.
З 16 січня 1999 до 18 вересня 2007 — голова партії Християнсько-соціальний союз.